# Dumitru Prunariu
Dumitru-Dorin Prunariu est un spationaute roumain né le 27 septembre 1952 à Brașov (Roumanie).

## Biographie
Dumitru-Dorin Prunariu reçoit son diplôme du lycée de physique et mathématique de Brasov en 1971 et le diplôme de l'université Politehnica de Bucarest en 1976, obtenant un diplôme universitaire comme ingénieur dans l'aérospatial.
Avant son inscription à l'École des officiers de l'Armée de l'Air en 1977, en vue du service militaire obligatoire, Dorin Prunariu a travaillé en tant qu'ingénieur chez « Industria Aeronautica Româna IAR- Brasov », un secteur de l'industrie aéronautique roumaine.

## Vol réalisé
C'est en 1978, qu'il a été sélectionné pour la préparation d'un vol spatial dans le cadre du programme Intercosmos. Les excellents résultats obtenus, pendant trois ans de formation, lui ont permis de réaliser un vol spatial commun avec le cosmonaute russe Leonid Popov. Du 14 au 22 mai 1981, les deux astronautes ont accompli une mission dans l'espace de huit jours à bord de la capsule Soyouz 40 et du laboratoire spatial Saliout 6, en tant que membres de l'expédition Saliout 6 EP-11. Ils ont réalisé des expériences scientifiques dans les domaines de l'astrophysique, des radiations cosmiques, des technologies spatiales, de la médecine et de la biologie spatiale. Dumitru-Dorin Prunariu devient le 103e cosmonaute du monde.

## Carrière
D. Prunariu est membre plénier de l'Académie internationale d'astronautique (2007) et de la branche roumaine du COSPAR (1994). En 1984, il reçoit la Médaille d'or « Hermann Oberth », conférée par la Société allemande de fusées "Hermann Oberth-Wernher von Braun". En 1985, il rejoint l'Association des explorateurs de l'espace (ASE), qui compte aujourd'hui plus de 370 astronautes, provenant de 33 pays du monde entier. Entre 1993 et 2004, il est le représentant permanent pour l'Association des explorateurs de l'espace au Comité des Nations unies pour l'utilisation pacifique de l'espace extra-atmosphérique (COPUOS).
À partir de 1996, D. Prunariu a été membre du Comité exécutif d'ASE pour deux mandats de trois ans chacun. Depuis 1992, il représente le Gouvernement roumain dans le cadre des sessions du COPUOS à l'ONU.
En 1995, il devient vice-président de l'Institut international pour la gestion du risque, de la sécurité et de la communication (EURISC), à Bucarest, et entre 1998 et 2004 il est le président de l'Agence spatiale roumaine. En 2000, on lui propose le titre de professeur-associé pour la géopolitique à la Faculté de relations internationales de l'Académie d'études économiques, à Bucarest, Roumanie.
En 2004, il est élu en tant que président du Sous-comité scientifique et technique du COPUOS à l'ONU, pour un mandat de deux ans.
Pendant un an et demi, à partir du mai 2004, il est ambassadeur extraordinaire et plénipotentiaire de la Roumanie à Moscou, dans la fédération de Russie.
Actuellement, D. Prunariu est le président du Conseil d'administration de l'Agence spatiale roumaine et également le directeur de l'Office roumain pour la science et la technologie (ROST) auprès de l'Union européenne à Bruxelles.
En février 2007, il s'est retiré du ministère de la Défense avec le grade de général deux étoiles de l'Armée roumaine.
D. Prunariu est coauteur de plusieurs livres concernant le vol spatial et les technologies de l'espace et auteur de nombreuses communications scientifiques présentées et/ou éditées. Sa thèse de doctorat a ouvert de nouvelles perspectives dans le domaine de la dynamique du vol spatial.
Dumitru Dorin Prunariu est marié, il a deux fils et trois petits-enfants.